# Petr Hricko
Petr Hricko (* 1976, Teplice) je český fotograf.

## Životopis
Původním povoláním je geodet. V roce 2003 vážně onemocněl. K fotografování ho inspiroval kamarád, když mu do nemocnice přinesl fotoaparát, aby ho rozptýlil. Petr Hricko během léčení fotografoval nejprve v nemocnici a na ulici a později rozšířil svůj zájem o portréty a přírodu. Od roku 2012 fotografuje profesionálně. Jeho fotografie jsou charakteristické modrým nádechem a často se na nich objevují levitující předměty nebo lidé. Jeho oblíbenými místy pro fotografování jsou Krušné hory a Island.

### Publikace
- HRICKO, Petr. Ísland. [s.l.]: vlastním nákladem, 2020. 156 s.
- TRČKOVÁ, Dominika. Laskavci – Příběhy (ne)obyčejných lidí, kteří mění svět. [s.l.]: Nadace Karla Janečka, 2021. ISBN 978-80-270-9587-2. S. 240. Autor fotografií: Petr Hricko.

### Výstavy
- 2017 SEVER, Továrna, Praha-Holešovice[3]
- 2019 Autoportréty, Leica Gallery, Praha[4]
- 2022 E-motion disconnected, společná výstava Alžběty Jungrové a Petra Hricka, Benediktinský klášter Rajhrad[5]

### Ukázky fotografií

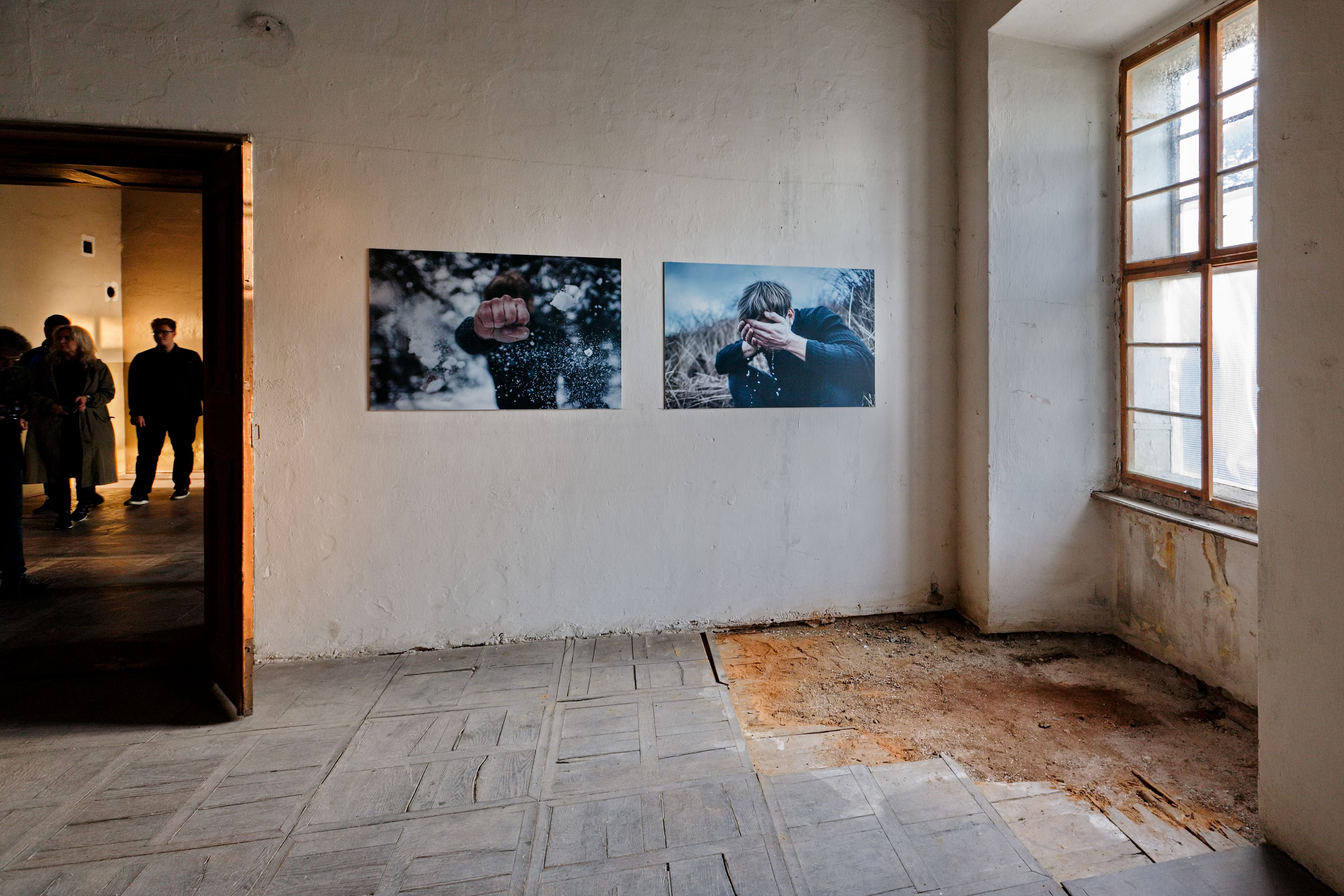
Výstava E-motion disconnected, 2022
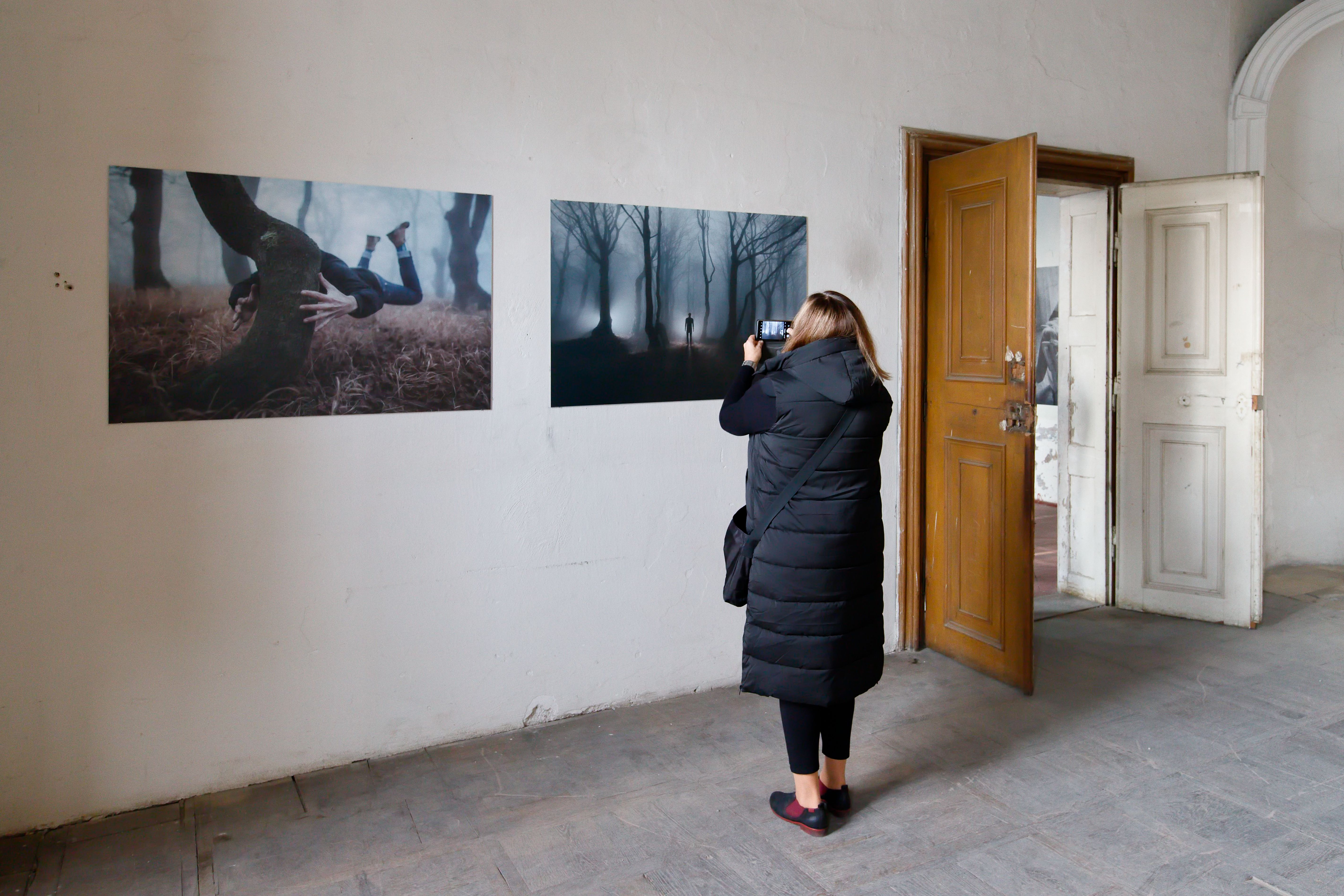
Výstava E-motion disconnected, 2022